# Myristoleinsäure
Myristoleinsäure ist eine organische Verbindung aus der Gruppe der Alkensäuren, sie ist eine einfach ungesättigte Fettsäure in der Gruppe der Omega-5-Fettsäuren. Die Monoensäure zählt zu den Minorfettsäuren.
Sie kommt verestert als Triacylglycerid in Tierfett und Fischöl, Tran und Walrat, sowie in einigen Pflanzenarten und Butter in geringen Mengen bis ca. 3 % vor. In größeren Mengen bis ca. 25 % ist sie im Samenfett verschiedener Muskatnussgewächse (Myristicaceae) (Pycnanthus spp.) enthalten, von denen sich auch ihr Trivialname herleitet.